# Junior Braithwaite
Junior Braithwaite, właśc. Franklin Delano Alexander Braithwaite (ur. 4 kwietnia 1949 w Kingston, zm. 2 czerwca 1999 tamże) – jamajski wokalista, znany przede wszystkim jako najmłodszy z szóstki współzałożycieli grupy muzycznej The Wailers.

## Życiorys
Urodził się i dorastał przy Third Street, w slumsach stolicy Jamajki; tam zaprzyjaźnił się m.in. z mieszkającymi przy Second Street Bobem Marleyem i Neville'em "Bunnym" Livingstonem. Podobnie jak oni uczęszczał na organizowane przez Joego Higgsa darmowe warsztaty muzyczne dla początkujących wokalistów. Co więcej, babcia Braithwaite'a, która opiekowała się nim od czasu wyjazdu rodziców do USA, wychowywała także Roya Wilsona, który na początku lat 60. stworzył z Higgsem niezwykle popularny duet wokalny Higgs & Wilson; ich wspólne próby na podwórzu kamienicy stanowiły dla młodego Braithwaite'a pierwszą muzyczną inspirację. W roku 1962 Marley, Livingstone oraz jeszcze jeden ich przyjaciel z sąsiedztwa, Peter Tosh, pod okiem Higgsa zaczęli wspólne próby pod budowę zespołu. Wkrótce Marley postanowił zaprosić do grupy także 13-letniego wówczas Braithwaite'a, by śpiewał wraz z nim główne partie. Do czwórki nastoletnich wokalistów dołączyły także dwie znajome dziewczyny z sąsiedztwa i w tym składzie uformował się zespół, początkowo nazwany The Teenagers, później The Wailing Rudeboys, The Wailing Wailers i ostatecznie – The Wailers.
W roku 1963 młodym muzykom udało się nawiązać współpracę z jednym z najbardziej wpływowych producentów w kraju, Clementem "Sir Coxsonem" Doddem, który umożliwił im zarejestrowanie pierwszych nagrań w Studio One (były to piosenki utrzymane w popularnym wówczas na wyspie rytmie ska). Mimo iż Sir Coxsone to właśnie Braithwaite'a widział w roli lidera The Wailers, podczas większości sesji nagraniowych wiodący wokal obejmował dzięki swej charyzmie Marley; on też prowadził zespół podczas występów na żywo. Rola Braithwaite'a ograniczała się przeważnie do wykonywania chórków. Jako głównego wokalistę usłyszeć go można jedynie w czterech utworach: "Don't Ever Leave Me", "Habits" "Straight and Narrow Way" oraz "It Hurts To Be Alone". Ostatni z wymienionych singli, do którego Braithwaite samodzielnie napisał tekst, szybko zdobył dużą popularność na Jamajce i do dziś pozostaje jedną z najbardziej znanych kompozycji z początkowych lat działalności The Wailers.

Ludzie nie zdają sobie sprawy, że kiedy Wailersi przyszli do mnie po raz pierwszy, to Junior Braithwaite występował jako lider grupy.

Nagranie do "It Hurts To Be Alone" zarejestrowane zostało na krótko przed wylotem Braithwaite'a do USA w ostatnich dniach sierpnia 1964 roku. Postanowił on porzucić karierę wokalisty i opuścił zespół, dołączając do swoich rodziców w Chicago, gdzie planował studiować medycynę i zostać lekarzem. Podjął naukę w katolickim liceum St. Mel High School, następnie zaś dostał się na studia medyczne na Uniwersytecie Chicagowskim. Jako że nigdy nie rozstawał się z muzyką i śpiewem, zyskał na uczelni pseudonim "The Singing Doctor". Zaczął odbywać praktyki lekarskie, jednak przez kłopoty z narkotykami stracił licencję na wykonywanie zawodu, co uniemożliwiło mu znalezienie pracy. W czerwcu 1975 roku w klubie nocnym Quiet Knight spotkał Marleya, który występował tam w ramach trasy koncertowej Natty Dread Tour. Będący już wówczas gwiazdą światowego formatu Marley zaproponował Braithwaite'owi powrót do The Wailers, jednak ten zmuszony był odmówić, gdyż podobnie jak wielu innych jamajskich imigrantów nie miał wystarczająco pieniędzy by móc wrócić do rodzinnego kraju.
Pomimo problemów finansowych, mieszkając w Chicago Braithwaite nie porzucił swoich pasji muzycznych – śpiewał jako główny wokalista tamtejszych zespołów reggae, takich jak New Era Reggae Band czy też One Love Reggae Band. Na jakiś czas przeprowadził się do Wisconsin, zaś w roku 1984 powrócił na Jamajkę by wziąć udział w projekcie reaktywacji The Wailers, organizowanym z inicjatywy Livingstone'a i Tosha. Planowana wielka trasy koncertowa nie doszła do skutku ze względu na zamordowanie Tosha we wrześniu 1987 roku, zaś wydanie płyty opóźniło się o kilka lat w związku ze sporem sądowym pomiędzy Livingstonem a wytwórnią Tuff Gong. Ostatecznie album ten, zatytułowany The Never Ending Wailers, ukazał się w roku 1993, nie odnosząc spodziewanego sukcesu. Na krążku znalazły się największe przeboje z początkowego okresu działalności Wailersów, w odświeżonej aranżacji. Braithwaite'a usłyszeć można jako wokalistę w piosenkach "Collie Plum Tree", "Nice Time" oraz "Together", zaśpiewał również chórki w większości pozostałych utworów.
W międzyczasie, Braithwaite podjął próbę rozpoczęcia kariery solowej na Jamajce. Według lokalnej gazety Jamaican Observer, pracował nad wspólnym projektem z żeńską grupą wokalną Fourth Street Sisters, wystąpił także podczas jednej z edycji imprezy Heineken Startime, organizowanej w klubie Countryside. Wszystkie plany pokrzyżowała tragiczna śmierć wokalisty. Zginął 2 czerwca 1999 roku, kiedy to trzech uzbrojonych mężczyzn wtargnęło do domu Lawrence'a "Chadda" Scotta, gdzie akurat przypadkiem przebywał zaprzyjaźniony z nim Braithwaite. Bandyci otworzyli ogień, w wyniku którego Scott zginął na miejscu, zaś ciężko ranny w głowę Braithwaite został przewieziony do Szpitala Publicznego w Kingston, gdzie zmarł z powodu odniesionych obrażeń. Sprawców napaści nigdy nie ustalono; według wstępnych przypuszczeń policji podłożem egzekucji były prawdopodobnie porachunki gangsterskie.

## Dyskografia

### The Wailers (1963–1964)

#### Wokal
- "Don't Ever Leave Me"
- "Habits"
- "It Hurts To Be Alone"
- "Straight and Narrow Way"

#### Chórki
- "Climb the Ladder"
- "Destiny"
- "Do You Remember"
- "Go Jimmy Go"
- "I Am Going Home"
- "I Don't Need Your Love"
- "Love Won't Be Mine This Way"
- "Maga Dog"
- "Man To Man"
- "Mr. Talkative"
- "Simmer Down"
- "Teenager In Love"
- "Tell Them Lord"
- "True Confessions"
- "Where Will I Find"
- "Where's Sammy Gone"
- "Your Love"

### AlbumThe Never Ending Wailers(1984)

#### Wokal
- "Collie Plum Tree"
- "Nice Time"
- "Together"

#### Chórki
- "Dutch Pot"
- "Hammer"
- "How Many Times"
- "Hurts To Be Alone"
- "I'm Still Wailing"
- "Music Lesson"
- "Rescue Me"